# Tea: A Mirror of Soul
Tea: A mirror of soul (título original en inglés; en español, Té: un espejo del alma) es una ópera en tres actos con música del compositor Tan Dun y libreto en inglés de Xu Ying y el propio compositor; la traducción al inglés es de Diana Liao. Se estrenó en Tokio el 22 de octubre de 2002. 
La partitura está escrita para orquesta e instrumentos de papel, cerámica y piedra. Fue un encargo de la Sala Suntori de Tokio y se estrenó el 22 de octubre de 2002. 
En las estadísticas de Operabase aparece con 6  representaciones en el período 2005-2010, siendo la 1.ª de Dun. Entre ellas está la primera representación en los Estados Unidos que tuvo lugar el 21 de julio de 2007 en la Ópera de Santa Fe de Santa Fe, Nuevo México. También en ese tiempo se estrenó en Italia, sin escenas, el 7 de junio de 2008 en el Teatro Carlo Felice de Génova.
Hay una grabación de Tea en DVD, efectuada en vivo el 2002 con la Orquesta Sinfónica de Tokio, Coro bajo-barítono de la Ópera de los Países Bajos y los siguientes intérpretes: Stephen Richardson (Emperador), Nancy Allen Lundy (Lan), Ning Liang (Lu), Christopher Gillett (Príncipe) y Hajing Fu (Seikyo) (DGG 004400730999) que son los intérpretes del estreno.